# Гвозница-Дольна
Гвозни́ца-До́льна (пол. Gwoźnica Dolna) — село в Польше в гмине Небылец Стшижувского повета Подкарпатского воеводства.

## География
Село располагается в 3 км от административного центра гмины села Небылец. Возле села протекает река Гвозница, являющаяся притоком Вислока.

## История
В 1787 году село насчитывало 39 домов, в которых проживало 291 человек. В 1930 году в селе проживало 516 человек, в 2001 году — 438 человек. В 2011 году численность населения составляла 441 человек.
В XIX веке село принадлежало различным шляхетским родам. В начале XIX века село принадлежало роду Закликов, которому во второй половине этого века перешло село Гвозница-Гурна. В 1886 году село перешло в собственность шляхтичу Яну Витковскому и в 1890 году находилось в совместном владении Генриха Страшевского и Лейзора Вайтштайна. В 1905 году село перешло в собственность Томаша Нахайского и пяти совладельцев.
Перед началом Первой мировой войны в селе находилась начальная школа, которая была перестроена в 1934 году.
C 1975 по 1998 год Гвозница-Дольна входила в Жешувское воеводство.

## Известные жители и уроженцы
- Юлиан Пшибось (1901—1970) — польский поэт, переводчик и публицист.